# Реково (Кошалінський повіт)
Реково (пол. Rekowo) — село в Польщі, у гміні Полянув Кошалінського повіту Західнопоморського воєводства.
Населення — 704 особи (2011).
У 1975-1998 роках село належало до Кошалінського воєводства.

## Демографія
Демографічна структура станом на 31 березня 2011 року:
|          | Загалом | Допрацездатний вік | Працездатний вік | Постпрацездатний вік |
| -------- | ------- | ------------------ | ---------------- | -------------------- |
| Чоловіки | 355     | 73                 | 264              | 18                   |
| Жінки    | 349     | 79                 | 211              | 59                   |
| Разом    | 704     | 152                | 475              | 77                   |